# Giancarlo Cornaggia-Medici
Giovanni Carlo Maria Luigi "Giancarlo" Cornaggia-Medici Petrobelli (ur. 16 grudnia 1904 w Mediolanie, zm. 23 listopada 1970 tamże) – włoski szpadzista, pięciokrotny medalista olimpijski i czterokrotny medalista mistrzostw świata.
Na igrzyskach olimpijskich w Amsterdamie w 1928 roku Włosi w składzie: Giulio Basletta, Marcello Bertinetti, Giancarlo Cornaggia-Medici, Carlo Agostoni, Renzo Minoli i Franco Riccardi zdobyli złoty medal w szpadzie drużynowej. Na rozgrywanych cztery lata później igrzyskach olimpijskich w Los Angeles w 1932 roku wspólnie z Carlo Agostonim, Renzo Minolim, Saverio Ragno i Franco Riccardim zdobył drużynowo srebrny medal. W zawodach indywidualnych zdobył złoto, w rundzie finałowej wygrywając osiem z jedenastu pojedynków. Brał też udział w igrzyskach olimpijskich w Berlinie w 1936 roku, gdzie zdobył dwa medale. Najpierw wspólnie z Edoardo Mangiarottim, Franco Riccardim, Saverio Ragno, Giancarlo Brusatim i Alfredo Pezzaną zwyciężył w szpadzie drużynowej. W turnieju indywidualnym zdobył tym razem brązowy medal, w rundzie finałowej wygrywając sześć z dziewięciu pojedynków i plasując się za Riccardim i Ragno. 
Podczas mistrzostw świata w Liège w 1930 roku (oficjalnie imprezy tego cyklu rozgrywane są pod tą nazwą od 1937) Carlo Agostoni, Giancarlo Cornaggia-Medici, Renzo Minoli, Saverio Ragno, Franco Riccardi i Alfredo Pezzana zdobyli srebrny medal w turnieju drużynowym. W tej samej konkurencji zdobywał także złote medale na mistrzostwach świata w Wiedniu (1931) i mistrzostwach świata w Budapeszcie (1933) oraz kolejny srebrny na mistrzostwach świata w Liège (1930) i mistrzostwach świata w Warszawie (1934).
Nosił tytuł markiza.